# Brachiaster claudelevii
Brachiaster claudelevii är en svampdjursart som beskrevs av Pisera och Bitner 2007. Brachiaster claudelevii ingår i släktet Brachiaster och familjen Pachastrellidae. Inga underarter finns listade i Catalogue of Life.